# Municipio de Greenland (Dakota del Norte)
El municipio de Greenland (en inglés: Greenland Township) es un municipio ubicado en el condado de Barnes en el estado estadounidense de Dakota del Norte. En el año 2010 tenía una población de 42 habitantes y una densidad poblacional de 0,45 personas por km².

## Geografía
El municipio de Greenland se encuentra ubicado en las coordenadas 46°40′29″N 98°22′33″O / 46.67472, -98.37583. Según la Oficina del Censo de los Estados Unidos, el municipio tiene una superficie total de 93.67 km², de la cual 93,67 km² corresponden a tierra firme y (0 %) 0 km² es agua.

## Demografía
Según el censo de 2010, había 42 personas residiendo en el municipio de Greenland. La densidad de población era de 0,45 hab./km². De los 42 habitantes, el municipio de Greenland estaba compuesto por el 100 % blancos. Del total de la población el 0 % eran hispanos o latinos de cualquier raza.